# Schams ad-Din Abu Abdallah al-Chalili

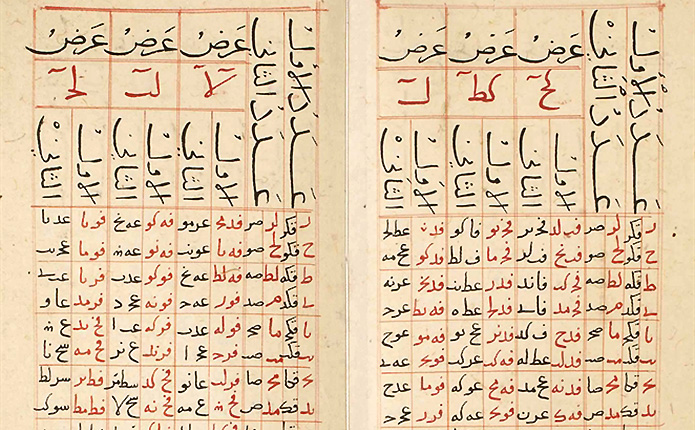
Tafeln von al-Chalili für die Richtung von Mekka, Handschrift aus Damaskus aus dem 15. bis 16. Jahrhundert

Schams ad-Din Abu Abdallah al-Chalili (arabisch شمس الدين أبو عبد الله الخليلي, DMG Šams ad-Dīn Abū ʿAbd Allāh al-Ḫalīlī) war ein syrischer Astronom des 14. Jahrhunderts (fl. um 1365).

## Leben
Al-Chalili war für Zeit- und Kalenderfragen zuständig (Muwaqqit) an der Umayyaden-Moschee in Damaskus. Er veröffentlichte umfangreiche astronomische Tafelwerke in erster Linie für religiöse Zwecke. Neben eigenen Beobachtungen zog er auch die Beobachtungen von Ibn Yunus aus Kairo (10. Jahrhundert) heran. Er erwähnt zwar keine ägyptischen Astronomen, ein Kollege von ihm, der Instrumentenmacher al-Mizzi (der um 1350 starb), hatte aber schon Tafeln angefertigt und war aus Kairo nach Damaskus gekommen. Einige seiner Tafeln wurden in Damaskus bis ins 19. Jahrhundert benutzt. Sie waren nach David King die Kulmination des Wissens der Araber über sphärische Astronomie. Sie sind in zahlreichen Handschriften überliefert. Ihr astronomischer Inhalt wurde aber erst in den 1970er Jahren untersucht von David King.
In einem Tafelwerk gab er für alle geographischen Lagen die bis auf drei bis vier Dezimalstellen genau Richtung (Qibla) nach Mekka an.